# Segelstjärnen
Segelstjärnen är en sjö i Filipstads kommun i Värmland och ingår i Göta älvs huvudavrinningsområde. Sjön har en area på 0,321 kvadratkilometer och ligger 223,1 meter över havet.

## Delavrinningsområde
Segelstjärnen ingår i det delavrinningsområde (662677-140771) som SMHI kallar för Utloppet av Lersjön. Medelhöjden är 190 meter över havet och ytan är 29,61 kvadratkilometer. Räknas de 46 avrinningsområdena uppströms in blir den ackumulerade arean 401,52 kvadratkilometer. Timsälven (Nordmarksälven) som avvattnar avrinningsområdet har biflödesordning 3, vilket innebär att vattnet flödar genom totalt 3 vattendrag innan det når havet efter 354 kilometer. Avrinningsområdet består mestadels av skog (69 procent). Avrinningsområdet har 5,15 kvadratkilometer vattenytor vilket ger det en sjöprocent på 17,4 procent. Bebyggelsen i området täcker en yta av 0,66 kvadratkilometer eller 2 procent av avrinningsområdet.